# SM 3
SM 3 var en finländsk minsvepare som byggdes 1940, Fartyget var byggt helt i trä och byggdes för skyddskårens räkning. Den 5 oktober 1944 gick SM 3 in i det finländska minfältet "Siili" öster om Hogland och sprängdes. 5 man dödades och fartyget sjönk.

## Fartyg av klassen
- SM 1
- SM 2
- SM 3
- SM 4